# Daron Malakian and Scars on Broadway
Daron Malakian and Scars on Broadway (tidligere kendt som Scars on Broadway) er et amerikansk rock-band dannet af de to System of a Down-medlemmer Daron Malakian og John Dolmayan. Gruppens debutalbum blev udsendt den 29. juli, 2008.

## Medlemmer

### Nuværende medlemmer
- Daron Malakian – Vokal, lead guitar, bas, keyboard, trommer (2003, 2006–2010, 2012, 2018–)

### Tidligere medlemmer
- Casey Chaos – Vokal (2003)
- Zach Hill – Trommer (2003)
- Greg Kelso – Rytmeguitar (2003)
- John Dolmayan – Trommer (2006–2010)
- Franky Perez – guitar, vokal (2008–2010),
- Danny Shamoun – keyboard, perkussion (2008–2010, 2012)
- Dominic Cifarelli – Bas (2008–2010, 2012)
- Jules Pampena – Trommer (2012)

## Diskografi

### Studiealbums
- 28. juli 2008: Scars on Broadway
- 20. juli 2018: Dictator

### Singler
- 2008: "They Say"
- 2008: "World Long Gone"
- 2011: "Fucking"
- 2018: "Lives"

## Fodnoter
1. ↑  "Scars on Broadway : About". Arkiveret fra originalen 5. marts 2010. Hentet 6. marts 2010.